# Pseudophiloscia fragilis
Pseudophiloscia fragilis är en kräftdjursart som först beskrevs av Charles Chilton 1901.  Pseudophiloscia fragilis ingår i släktet Pseudophiloscia och familjen Philosciidae. Inga underarter finns listade i Catalogue of Life.